# Bethalto
Bethalto est une ville de l'Illinois, dans le comté de Madison, aux États-Unis.

## Transports
Bethalto possède un aéroport (St. Louis Regional Airport, code AITA : ALN) qui est l'aéroport de la ville d'Alton, située à 6 miles.